# 2. srpen
2. srpen je 214. den roku podle gregoriánského kalendáře (215. v přestupném roce). Do konce roku zbývá 151 dní.

## Události

### Česko
- 1892 – Měnová reforma na území Rakouska-Uherska jako platidlo zavedla s platností od 1. ledna 1900 korunu místo dosavadního zlatého
- 1939 – Z Prahy vyjel poslední úspěšný vlakový transport, organizovaný Nicolasem Wintonem pro záchranu židovských dětí jejich umístěním do rodin ve Spojeném království.
- 1959 – Pro veřejnost se otevřela první část systému Koněpruských jeskyní.
- 2002 – V pražském metru byl Rusem Alexandrem Kručininem ubodán policista Ján Mato.

### Svět
- 338 př. n. l. – Makedonský král Filip II. rozdrtil spojené síly Athén, Théb a jejich spojenců v bitvě u Chairóneie.
- 216 př. n. l. – Punské války: v bitvě u Kann porazil Hannibal Barka početnější římské vojsko pod společným velením konzulů Lucia Aemilia Paulla a Gaia Terentia Varra.
- 1798 – Napoleonské války: Zničení francouzské floty v bitvě u Abúkíru zhatilo Napoleonovo tažení do Egypta a Sýrie.
- 1903 – Osmanská říše: v Makedonii vypuklo ilindenské povstání proti osmanské nadvládě.
- 1923 – Po úmrtí amerického prezidenta Warrena G. Hardinga na jeho místo nastoupil viceprezident Calvin Coolidge.
- 1930 – Založení vzdušně výsadkových jednotek SSSR.
- 1934 – Po smrti prezidenta Hindenburga se Adolf Hitler jmenoval německým Vůdcem („Führer“).
- 1940 – Založena 303. stíhací peruť exilového polského letectva ve Velké Británii.
- 1943 – Při povstání ve vyhlazovacím táboře Treblinka se podařilo uprchnout asi 300 vězňům.
- 1944 – V noci na 3. srpna nacisté zlikvidovali tzv. cikánský rodinný tábor, součást koncentračního tábora Auschwitz–Birkenau. Na základě toho je připomínán Památný den romského holokaustu.
- 1945
  - Postupimskou dohodou byla ukončena Postupimská konference.
  - SSSR předal téměř celé Pruské Slezsko na východ od linie Odra-Nisa včetně Krosenska do správy Polsku.
- 1990 – Irácká armáda přepadla Kuvajt a zahájila Válku v Zálivu.

## Narození
Viz též Kategorie:Narození 2. srpna — automatický abecedně řazený seznam.

### Česko

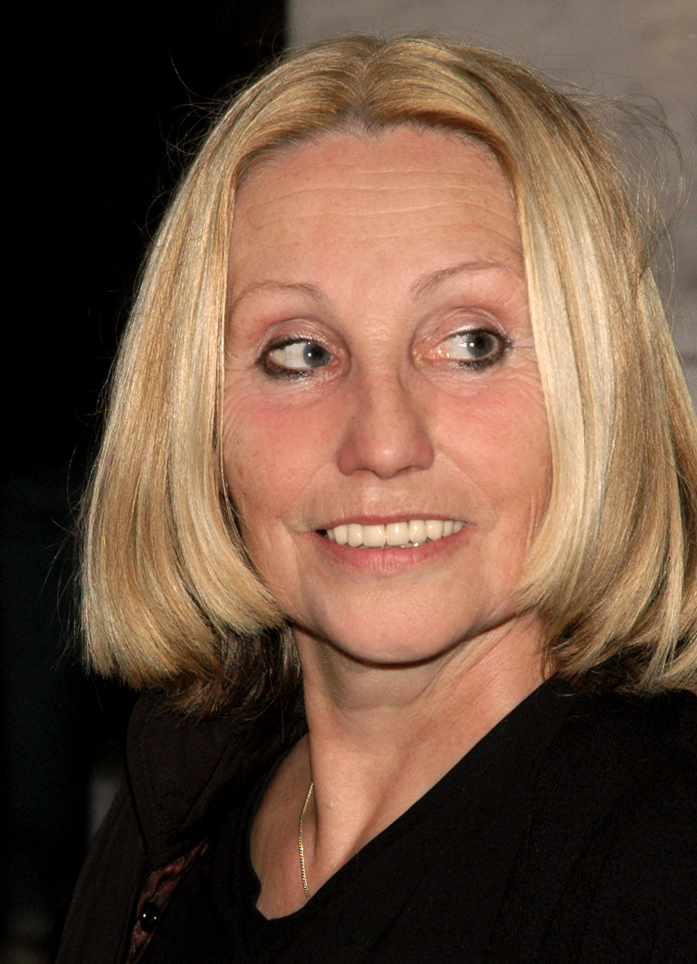
Olga Sommerová (* 1949)

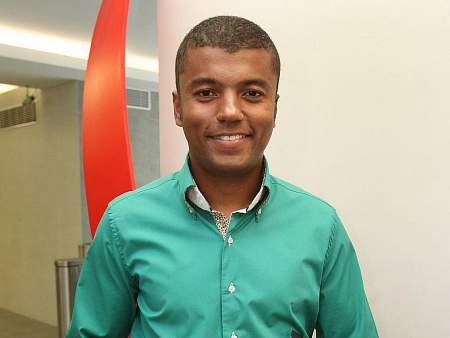
Rey Koranteng (* 1974)

- 1750 – Dominik Oesterreicher, pozdně barokní malíř († 12. března 1809)
- 1827 – Josef David, děkan teologické fakulty v Olomouci († 3. dubna 1889)
- 1838 – Prokop Sedlák, poslanec Českého zemského sněmu († 5. ledna 1920)
- 1848 – Josef Šmaha, herec a režisér († 11. května 1915)
- 1850 – Josef Lacina (Kolda Malínský), historik a spisovatel († 21. června 1908)
- 1854 – Artur Kraus, podnikatel, popularizátor astronomie, průkopník sportu a technických novinek († 21. března 1930)
- 1869 – Josef Grus, kreslíř, propagátor turistiky († 8. února 1938)
- 1877 – Vincenc Červinka, novinář, publicista a překladatel († 2. října 1942)
- 1878 – Marie Votrubová-Haunerová, básnířka, dramatička a překladatelka († 23. května 1957)
- 1880 – Gustav Švamberg, právník, rektor Českého vysokého učení technického († 24. ledna 1959)
- 1884 – Josef Ježek, ministr vnitra v protektorátní vládě Aloise Eliáše († 1969)
- 1889 – Ignác Händl, varhaník a hudební skladatel († 17. března 1954)
- 1901
  - Karel Kinský, malíř, grafik a regionální pracovník († 28. března 1969)
  - František Heřmánek, spisovatel, básník a rozhlasový pracovník († 15. září 1946)
- 1921 – Václav Jíra, fotbalový reprezentant († 9. listopadu 1992)
- 1926 – Gustav Oplustil, scenárista a příležitostný herec († 21. října 2022)
- 1927 – Karel Mareš, hudební skladatel, režisér, klavírista († 14. listopadu 2011)
- 1932
  - Bedřich Dlouhý, malíř
  - Emanuel Mandler, redaktor, novinář, historik, politolog a politik († 22. ledna 2009)
- 1935 – Pavel Juráček, filmový režisér († 20. května 1989)
- 1940 – Martin Hampl, geograf
- 1946 – Jaroslava Pokorná, herečka
- 1949 – Olga Sommerová, filmová dokumentaristka
- 1951 – Rudolf Kufa, politik a člen kolegia Nejvyššího kontrolního úřadu
- 1954 – Jiří Vyvadil, právník a politik
- 1966 – Libor Ambrozek, politik, předseda Českého svazu ochránců přírody
- 1968 – Iveta Toušlová, novinářka a moderátorka
- 1972 – Petra Hobzová, herečka a dabérka
- 1973 – Jiří Zídek, profesionální basketbalista
- 1974 – Rey Koranteng, moderátor

### Svět

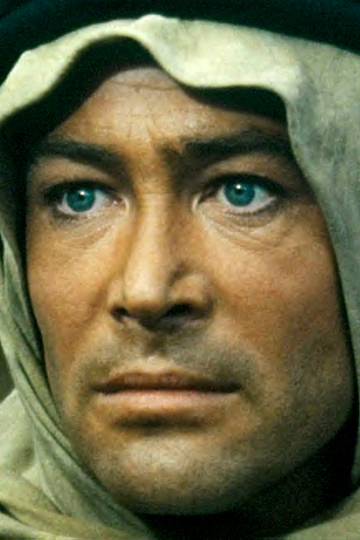
Peter O'Toole (* 1932)

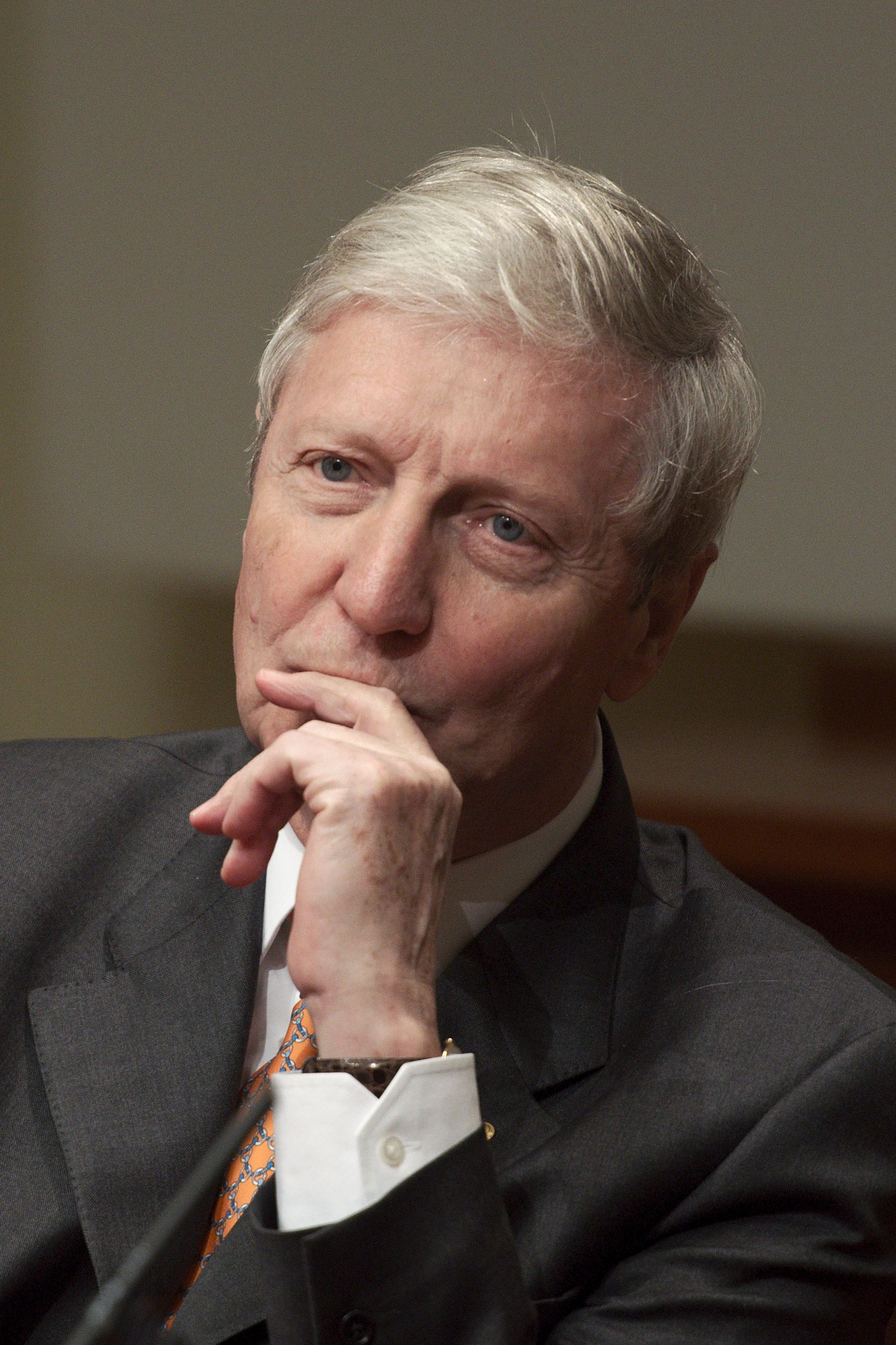
Jules A. Hoffmann (* 1941)

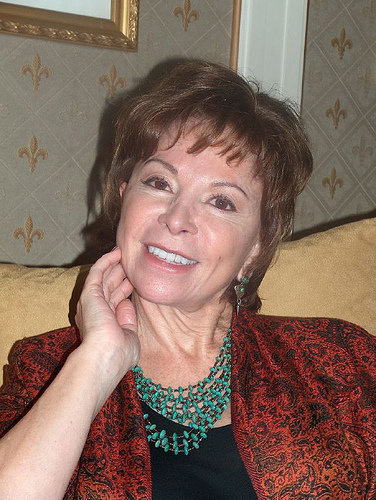
Isabel Allende (* 1942)

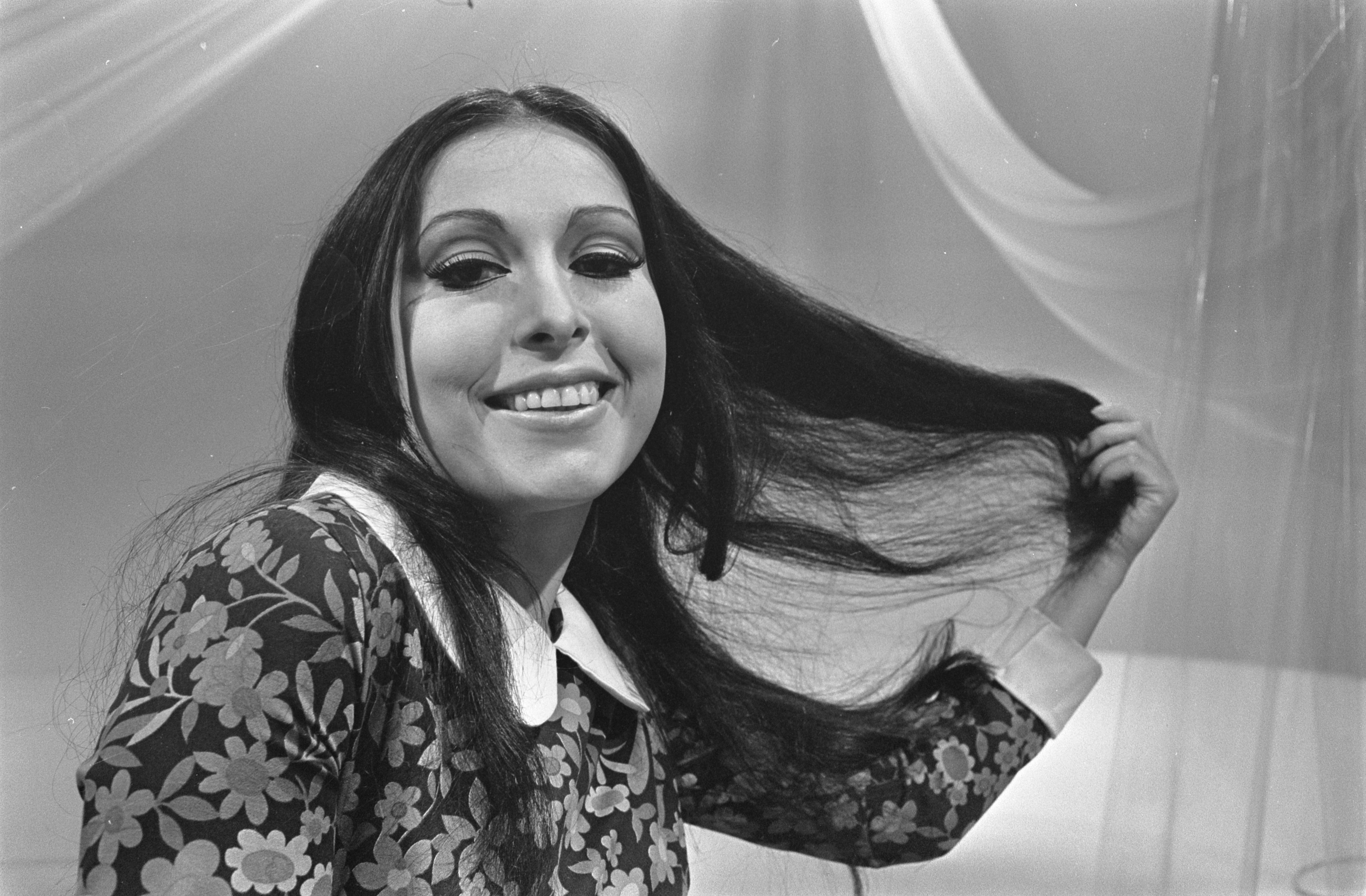
Massiel (* 1947)

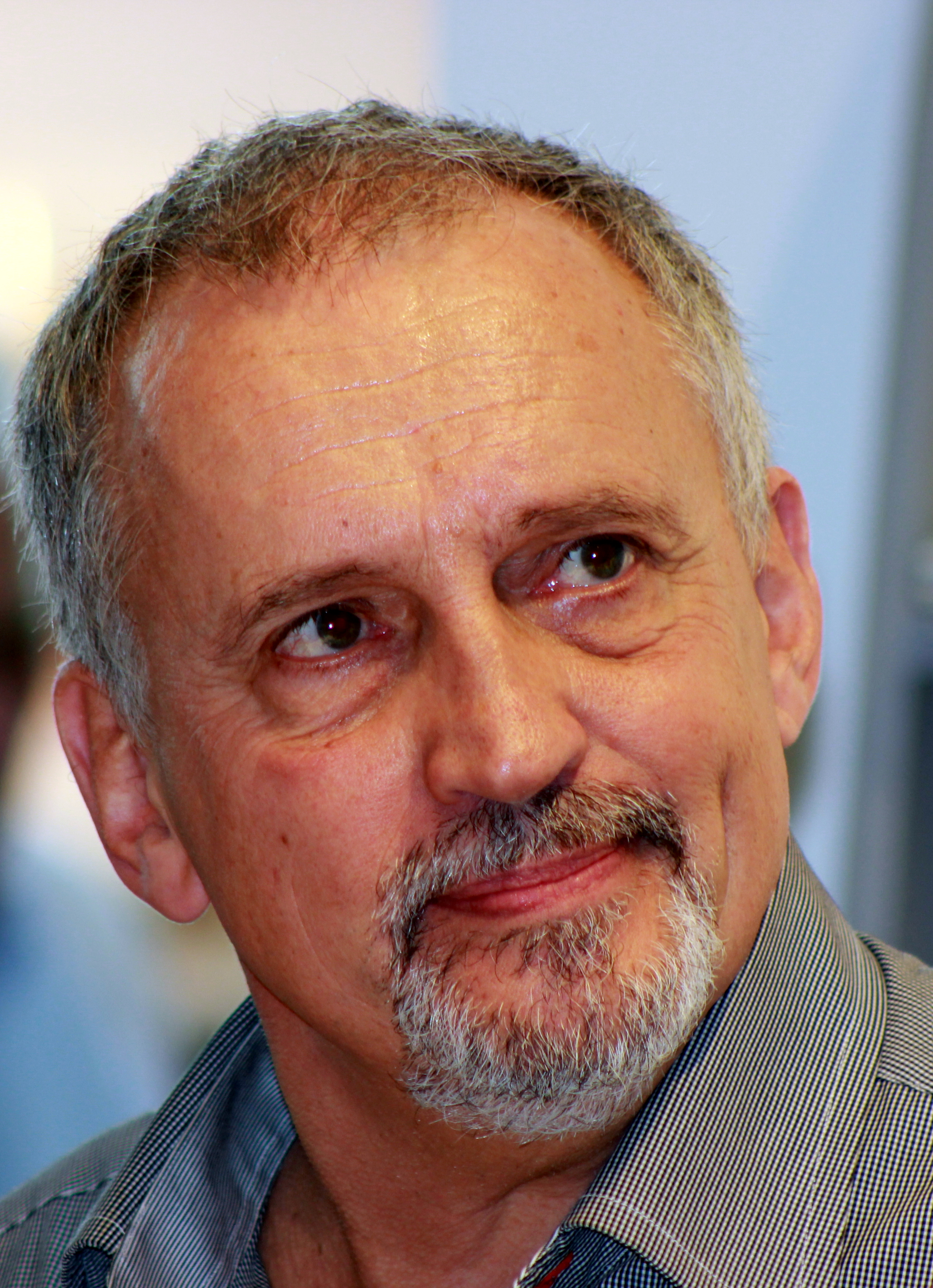
Jussi Adler-Olsen (* 1950)

- 1455 – Jan Cicero Braniborský, čtvrtý kurfiřt Braniborského markrabství z dynastie Hohenzollernů († 9. ledna 1499)
- 1632 – Kaspar von Stieler, německý učenec, jazykovědec a lexikograf († 1707)
- 1672 – Johann Jakob Scheuchzer, švýcarský učenec, kartograf a lékař († 23. června 1733)
- 1674 – Filip II. Orleánský, vévoda orleánský, regent Ludvíka XV. († 1723)
- 1696 – Mahmud I., sultán Osmanské říše († 13. prosince 1754)
- 1704 – Maria Caroline Charlotte von Ingenheim, milenka císaře Karla VII. († 27. května 1749)
- 1750 – Johann Sigmund Riesch, rakouský generál jezdectva († 2. listopadu 1821)
- 1754 – Pierre Charles L'Enfant, francouzsko-americký architekt a zeměměřič († 1825)
- 1755 – Jan Henryk Dąbrowski, polský generál, národní hrdina († 6. června 1818)
- 1772
  - Alexandr Ivanovič Osterman-Tolstoj, ruský šlechtic a generál († 12. února 1857)
  - Louis Antoine Henri de Bourbon Condé, francouzský šlechtic v emigraci († 21. března 1804)
- 1791 – August Bedřich Piepenhagen, německý malíř-krajinář, žijící a tvořící v Praze († 27. září 1868)
- 1816 – Carlo Naya, italský fotograf († 30. května 1882)
- 1820 – John Tyndall, anglický fyzik († 4. prosince 1893)
- 1832 – Henry Steel Olcott, právník, novinář, jeden ze zakladatelů Teosofické společnosti († 17. února 1907)
- 1834 – Frédéric Auguste Bartholdi, francouzský sochař a architekt († 1904)
- 1849 – Marie Pia Neapolsko-Sicilská, sicilská princezna a parmská vévodkyně († 29. září 1882)
- 1858 – Emma Waldecko-Pyrmontská, nizozemská královna († 20. března 1934)
- 1861 – Fernando Tarrida del Mármol, kubánský anarchistický spisovatel († 14. března 1915)
- 1868 – Konstantin I. Řecký, řecký král († 11. ledna 1923)
- 1875 – Fehime Sultan, osmanská princezna a dcera sultána Murada V. († 15. září 1929)
- 1878 – Ingeborg Dánská, dánská princezna († 11. března 1958)
- 1880 – Arthur Dove, americký malíř († 23. listopadu 1946)
- 1881 – Dora Boothbyová, anglická tenistka († 22. února 1970)
- 1884
  - Rómulo Gallegos, venezuelský spisovatel a politik († 7. dubna 1969)
  - Marg Moll, německá malířka († 15. března 1977)
- 1897 – Philippe Soupault, francouzský básník, spisovatel a dramatik († 12. března 1990)
- 1898 – bl. Karolina Kózka, polská mučednice čistoty († 18. listopadu 1914)
- 1904 – Werner Seelenbinder, německý zápasník a účastník protinacistického odboje († 24. října 1944)
- 1913
  - Dionýz Blaškovič, slovenský bakteriolog († 17. listopadu 1998)
  - Arthur Siegel, americký fotograf († 1. února 1978)
- 1918
  - Lorne Betts, kanadský hudební skladatel († 5. srpna 1985)
  - James A. Jensen, americký paleontolog († 14. prosince 1998)
- 1923 – Šimon Peres, prezident Izraele († 28. září 2016)
- 1924 – James Baldwin, americký spisovatel († 1. prosince 1987)
- 1925 – Jorge Rafael Videla, prezident republiky Argentina († 17. května 2013)
- 1929 – Zeca Afonso, portugalský folkový zpěvák a hudební skladatel († 23. února 1987)
- 1931 – Viliam Schrojf, slovenský fotbalový brankář († 1. září 2007)
- 1932 – Peter O'Toole, irský herec († 14. prosince 2013)
- 1934 – Valerij Bykovskij, sovětský důstojník a kosmonaut ruské národnosti († 27. března 2019)
- 1937
  - Gundula Janowitz, rakouská lyrická sopranistka
  - Garth Hudson, kanadský hudebník, člen skupiny The Band
- 1939 – Wes Craven, americký režisér a herec († 30. srpna 2015)
- 1941 – Jules A. Hoffmann, francouzský biolog, Nobelova cena za fyziologii a medicínu 2011
- 1942
  - Isabel Allende, chilská spisovatelka
  - Vladimír Dzurilla, slovenský hokejový brankář a trenér († 1995)
- 1944
  - Naná Vasconcelos, brazilský jazzový perkusionista a zpěvák
  - Jim Capaldi, anglický hudebník a hudební skladatel († 28. února 2005)
- 1946 – Ján Langoš, slovenský a československý politik († 15. června 2006)
- 1947 – Massiel , španělská zpěvačka
- 1948
  - Robert Holdstock, britský spisovatel fantasy literatury († 29. listopadu 2009)
  - Michael Sorkin, americký architekt, urbanista, spisovatel a akademik († 26. března 2020)
  - Andy Fairweather-Low, britský kytarista, skladatel a zpěvák
- 1949
  - Fernando Collor de Mello, prezident Brazílie
  - Bertalan Farkas, maďarský vojenský letec a kosmonaut
  - Pej Tao, čínský básník
- 1950
  - Jussi Adler-Olsen, dánský spisovatel
  - Mathieu Carrière, německý herec
  - Halldóra Kristín Thoroddsenová, islandská spisovatelka († 21. července 2020)
- 1951
  - Steve Hillage, britský hudebník a kytarista
  - Joe Lynn Turner, americký zpěvák (Deep Purple)
  - Marcel Iureș, rumunský filmový a divadelní herec
- 1952 – Alain Giresse, francouzský fotbalista a trenér
- 1955 – Butch Vig, bubeník skupiny Garbage
- 1956 – Isabel Pantoja, španělská zpěvačka romského původu
- 1957 – Ángel Herrera Vera, kubánský boxer
- 1964 – Mary-Louise Parkerová, americká herečka
- 1965 – Angela Haucková, německá rychlobruslařka
- 1969 – Nazim Husejnov, ázerbájdžánský judista
- 1973 – Karina Habšudová, slovenská tenistka
- 1976
  - Kati Wilhelmová, německá biatlonistka
  - Sam Worthington, australský herec
- 1977 – Edward Furlong, americký herec
- 1980 – Víctor Estrella, dominikánský tenista
- 1985
  - Heidi Pelttariová, finská lední hokejistka
  - Antoinette Nana Djimouová, francouzská atletka, vícebojařka
- 1986 – Lily Gladstone, americká herečka
- 1989 – Matteo Trentin, italský silniční cyklista
- 1990 – Vitalija Ďjačenková, ruská tenistka
- 1991 – Anton Babikov, ruský biatlonista
- 1992 – Charli XCX, anglická zpěvačka
- 1994 – Laura Pigossiová, brazilská tenistka
- 1996
  - Tajay Gayle, jamajský atlet, skokan do dálky
  - Simone Manuelová, americká plavkyně

## Úmrtí
Viz též Kategorie:Úmrtí 2. srpna — automatický abecedně řazený seznam.

### Česko
- 1884 – František Tomáš Bratránek, literární vědec a spisovatel (* 3. listopadu 1815)
- 1894 – Jaromír Mundy, šéflékař maltézského řádu v Českém velkopřevorství (* 3. října 1822)
- 1900 – František Michl, chirurg (* 9. srpna 1850)
- 1905 – Mořic Stanislav Anger, dirigent a skladatel (* 12. března 1844)
- 1909
  - Josef Zítek, architekt (* 4. dubna 1832)
  - Antonín Kotěra, pedagog, zakladatel obchodní školy v Plzni (* 20. února 1844)
- 1916 – Vojtěch Bárta, podnikatel a mecenáš (* 16. listopadu 1860)
- 1932 – Wenzel Frind, pomocný biskup pražské arcidiecéze (* 26. ledna 1843)
- 1944 – Vilém Koleš, publicista, spisovatel a historik (* 28. května 1869)
- 1949 – Hermann Grab, český klavírní virtuos, německy píšící spisovatel a právník (* 6. května 1903)
- 1951 – Milan Polák, slovenský a československý voják, účastník Slovenského národního povstání, politik (* 17. srpna 1897)
- 1955 – Jaroslav Šlezinger, sochař (* 29. dubna 1911)
- 1965 – František Langer, spisovatel a vojenský lékař (* 3. březen 1888)
- 1966
  - Karl Kreibich, československý politik německé národnosti (* 14. prosince 1883)
  - Rudolf Antonín Dvorský, zpěvák a skladatel (* 24. března 1899)
- 1979 – Václav Peřina, malíř (* 15. září 1907)
- 1990 – Alois Indra, komunistický politik, ministr vlád ČSSR (* 17. března 1921)
- 2014 – Alfréd Hampel, tenorista (* 9. října 1939)
- 2018 – Ilja Racek, herec (* 24. června 1930)

### Svět

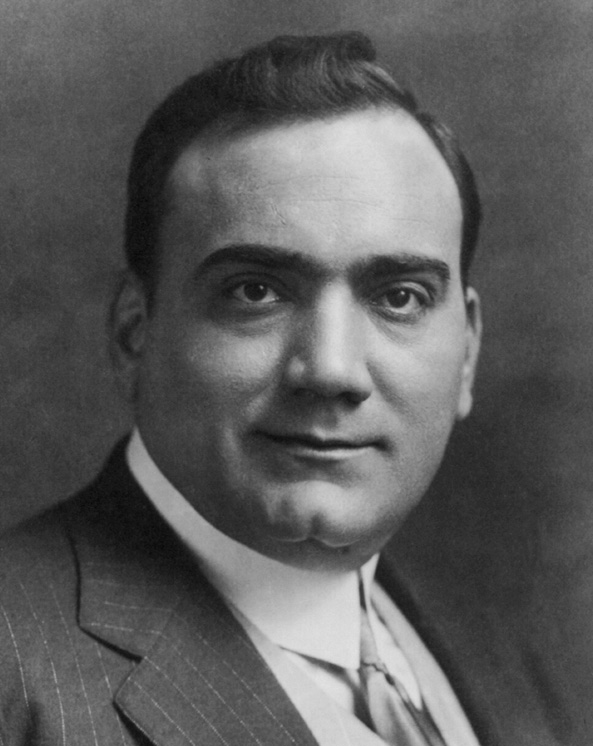
Enrico Caruso († 1921)

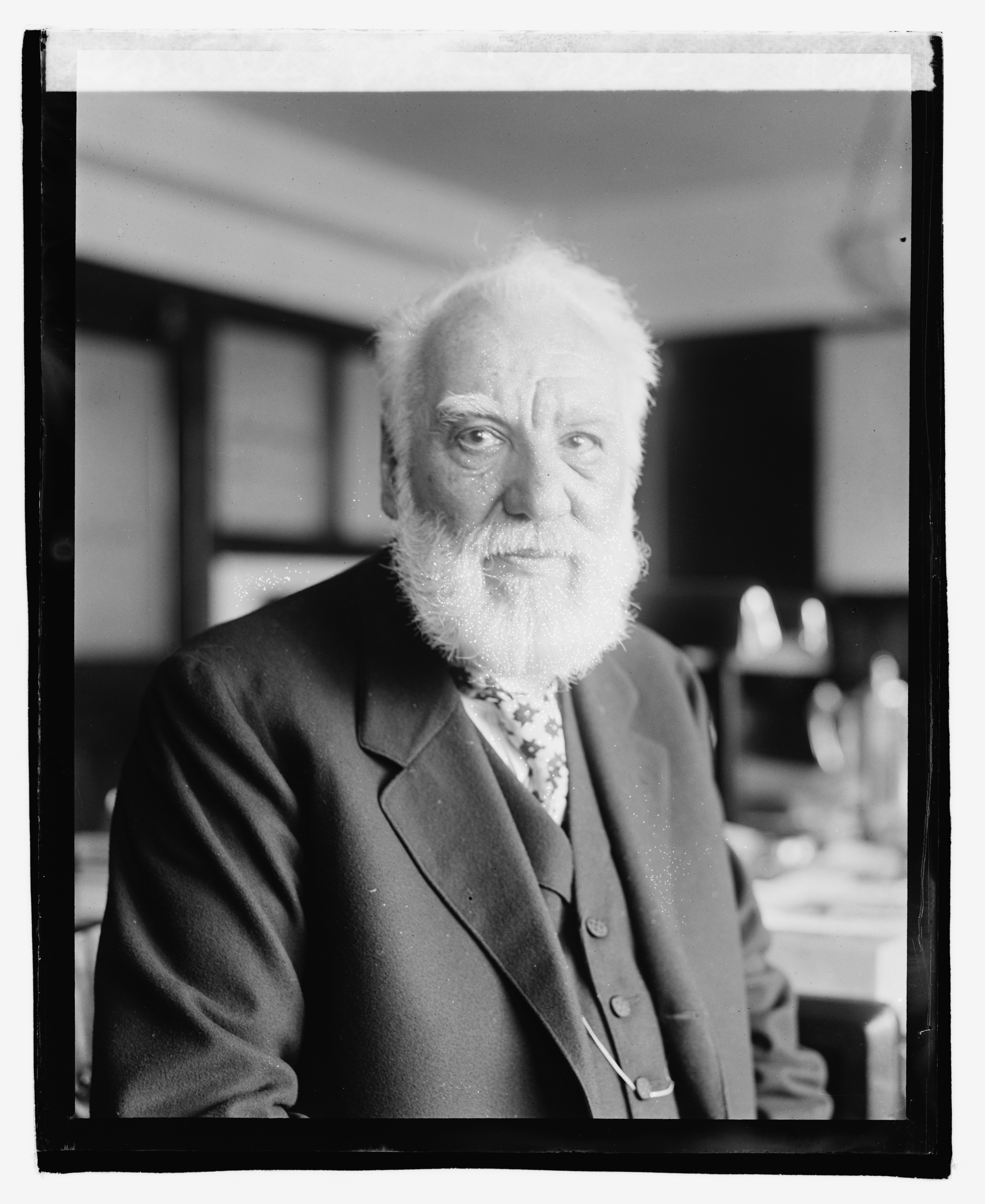
Alexander Graham Bell († 1922)

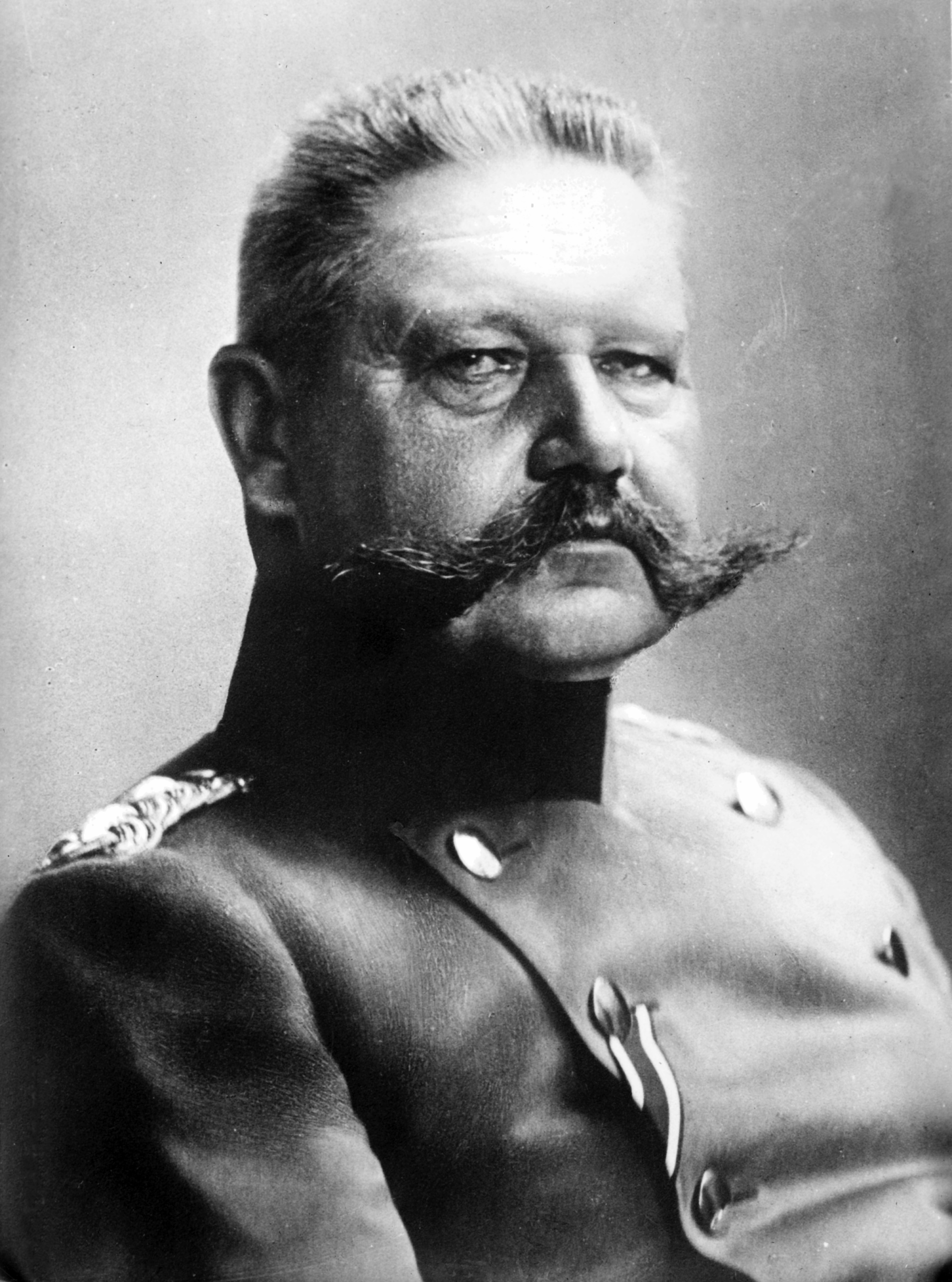
Paul von Hindenburg († 1934)

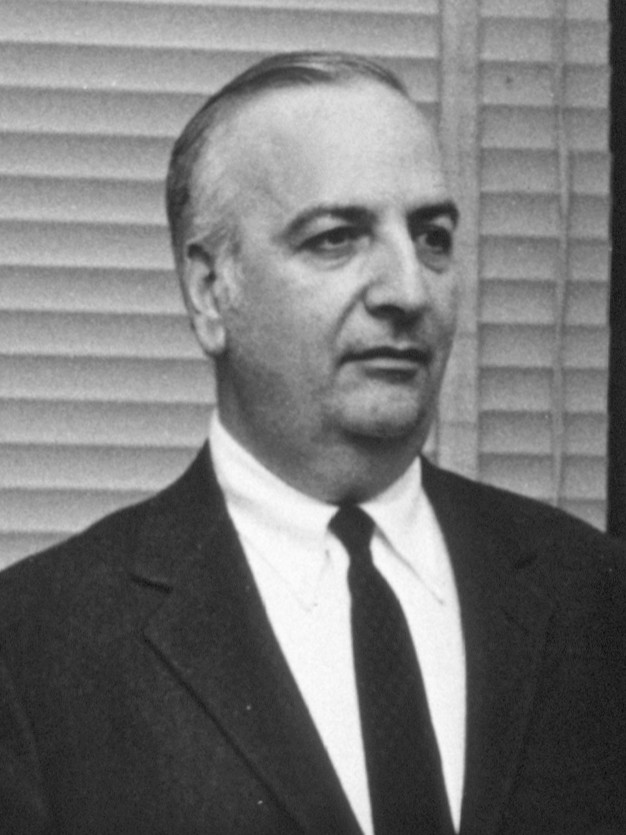
Baruj Benacerraf († 2011)

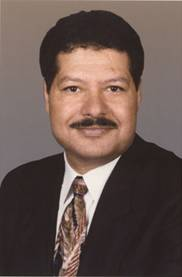
Ahmed Zewail († 2016)

- 0257 – sv. Štěpán I., papež (* ?)
- 0640 – Severinus, papež (* ?)
- 0686 – Jan V., papež (* ?)
- 1058 – Jitka ze Svinibrodu, česká kněžna, manželka Břetislava I. (* před 1003)
- 1100 – Vilém II. Ryšavý, anglický král (* asi 1056)
- 1142 – Alexios Komnenos, byzantský císař (* 1106)
- 1222 – Raimond VI. z Toulouse, syn toulouského hraběte Raimonda V. (* 27. října 1156)
- 1322 – Jolanda z Dreux, skotská královna (* 1269)
- 1332 – Kryštof II., dánský král (* 1276)
- 1520 – Jan IV. Turzo, slezský katolický biskup (* 16. dubna 1466)
- 1548 – Jindřich II. Minsterberský, šlechtic z minsterberské větve pánů z Poděbrad (* 29. března 1507)
- 1589 – Jindřich III., francouzský král (* 1551)
- 1620 – Karel Luyton, vlámský varhaník a hudební skladatel na dvoře císaře Rudolfa II. (* 1556 nebo 1557)
- 1741 – František Ferdinand Oedt, olomoucký kanovník a prelát (* 24. srpna 1673)
- 1750 – Emine Muslı Kadınefendi, konkubína osmanského sultána Ahmeda III. (* 1699)
- 1776 – Louis François I. de Bourbon, princ z Conti (* 1717)
- 1788 – Thomas Gainsborough, anglický malíř (* 1727)
- 1796 – Matej Butschany, slovenský fyzik a matematik (* 12. února 1731)
- 1815 – Guillaume Marie Anne Brune, francouzský maršál doby Prvního císařství (* 1763)
- 1820 – Maria Carolina Wolfová, německá klavíristka, zpěvačka a skladatelka, dcera Františka Bendy (* 27. prosince 1742)
- 1823 – Lazare Carnot, francouzský politik, vědec, pevnostní stavitel a generál (* 1753)
- 1849 – Muhammad Alí Paša, egyptský vojevůdce a diktátor (* 1769)
- 1876 – Wild Bill Hickok, americký pistolník (* 1837)
- 1883 – Pierre Auguste Cot, francouzský malíř (* 17. února 1837)
- 1897 – Adam Asnyk, polský básník a dramatik (* 11. září 1838)
- 1909 – Julius von Latscher-Lauendorf, rakousko-uherský generál a politik (* 22. července 1846)
- 1918 – Martin Krause, německý klavírní virtuos, hudební pedagog a spisovatel (* 17. července 1853)
- 1921 – Enrico Caruso, italský operní pěvec (* 1873)
- 1922 – Alexander Graham Bell,vynálezce telefonu (* 1847)
- 1923 – Warren G. Harding, 29. americký prezident (* 1865)
- 1925 – Ján Rumann, československý politik slovenské národnosti (* 18. října 1876)
- 1931 – Cyril Horváth, slovenský právník a národovec (* 24. září 1864)
- 1932 – Ignaz Seipel, rakouský kancléř (* 19. července 1876)
- 1934 – Paul von Hindenburg, německý šlechtic, voják, politik a posléze i prezident (* 1847)
- 1936 – Louis Blériot, francouzský vynálezce, letecký konstruktér a podnikatel (* 1872)
- 1938 – Jakov Jurovskij, věznitel a popravčí ruského cara Mikuláše II. (* 19. června 1878)
- 1944
  - Stefan Grot-Rowecki, polský generál, novinář a vůdce Zemské armády (* 25. prosince 1895)
  - Kakudži Kakuta, admirál japonského císařského námořnictva (* 23. září 1890)
- 1945 – Pietro Mascagni, italský hudební skladatel (* 1863)
- 1949 – Paul Kleinschmidt, německý malíř (* 31. července 1883)
- 1951
  - John Paine, olympijský vítěz ve sportovní střelbě (* 8. dubna 1870)
  - Milan Polák, slovenský důstojník a politik (* 1897)
- 1952 – Karel Lamač, český filmař (* 1897)
- 1955 – Wallace Stevens, americký básník (* 2. října 1879)
- 1957 – Lasar Segall, litevsko-brazilský malíř a sochař (* 21. července 1891)
- 1963 – Ďordi Abadžijev, makedonský prozaik a historik (* 7. října 1910)
- 1973 – Jean-Pierre Melville, francouzský filmový režisér a herec (* 20. října 1917)
- 1976 – Fritz Lang, rakouský a americký filmový režisér a scenárista (* 5. prosince 1890)
- 1977 – Howard Everest Hinton, britský entomolog (* 24. srpna 1912)
- 1981 – Delfo Cabrera, argentinský olympijský vítěz v maratonu 1948 (* 2. dubna 1919)
- 1983 – James Jamerson, americký baskytarista (* 29. ledna 1936)
- 1988 – Raymond Carver, americký spisovatel a básník (* 25. května 1938)
- 1990 – Irving Rusinow, americký fotograf (* 1915)
- 1993 – Guido del Mestri, italský kardinál (* 13. ledna 1911)
- 1996
  - Obdulio Varela, uruguayský fotbalista (* 20. září 1917)
  - Michel Debré, premiér Francie (* 1. ledna 1912)
- 1997 – William Seward Burroughs, americký spisovatel (* 1914)
- 2003 – Peter Safar, rakouský anesteziolog (* 12. dubna 1924)
- 2004 – Heinrich Mark, předseda exilové vlády Estonska (* 1. října 1911)
- 2006
  - Johannes Willebrands, nizozemský kardinál, arcibiskup Utrechtu (* 4. září 1909)
  - Luisel Ramos, uruguayská modelka (* 1984)
- 2011
  - Baruj Benacerraf, americký imunolog, Nobelova cena 1980 (* 29. října 1920)
  - Karol Benický, slovenský fotograf, nakladatel (* 13. dubna 1940)
- 2012 – John Keegan, britský vojenský historik (* 15. května 1934)
- 2015 – Ken Jones, velšský buddhistický aktivista, filozof a básník (* 18. května 1930)
- 2016 – Ahmed Zewail, egyptský chemik, nositel Nobelovy ceny (* 26. února 1946)

## Svátky
| 2. srpen v pražském KlementinuÚdaje jsou platné k 8. 7. 2025. | 2. srpen v pražském KlementinuÚdaje jsou platné k 8. 7. 2025. | 2. srpen v pražském KlementinuÚdaje jsou platné k 8. 7. 2025. |
| minimum                                                       | denní průměr                                                  | maximum                                                       |
| ------------------------------------------------------------- | ------------------------------------------------------------- | ------------------------------------------------------------- |
| 9,7 °C (1935)                                                 | 20,7 °C (od 1961)                                             | 34,6 °C (2018)                                                |

### Česko
- Gustav, Gustava
- Alfrída

### Svět
- Odpuštění z Assisi (kaple Porciunkule) související se sv. Františkem z Assisi (Katolická církev)[1]
- památka Sv. Štěpána
- Památný den romského holokaustu